# Серебренников, Сергей Васильевич
Серебренников Сергей Васильевич (род. 1 февраля 1962 года в Аларском районе Иркутской области) — российский государственный и политический деятель, экс-мэр города Братска Иркутской области. 8 сентября 2024 г. выборы проиграл Александру Дубровину.

## Биография
В 1980 году окончил СГПТУ № 12 города Ангарска по специальности «машинист автомобильных кранов». После училища поступил на автомеханический факультет Иркутского политехнического института, который окончил в 1986 году по специальности «Инженер автомобильного транспорта». С 1986 по 1987 год занимался партийной работой — заместитель секретаря, секретарь комитета комсомола Политехнического института в городе Иркутске.
С 1988 поступил на службу в Комитете государственной безопасности в звании лейтенанта, служил старшим оперуполномоченного по особо важным делам. В том же году переехал в город Братск, служил заместителем начальника отдела ФСБ по городу Братску. С 2000 года по 2005 год — начальник ФСБ по городу Братску, подполковник ФСБ России.
В октябре 2005 года на всеобщих выборах был избран мэром города Братска набрав более 66 % голосов избирателей.
В октябре 2009 года С. В. Серебренников повторно победил на выборах и становится мэром города набрав более 77 % голосов избирателей. Однако вскоре покинул свой пост по собственному желанию ради назначения в январе 2010 года на должность вице-мэра — председателя комитета жилищно-коммунального хозяйства города Иркутска, в марте 2010 года проиграл выборы мэра Иркутска Виктору Кондрашову, в мае того же года был назначен вице-губернатором Иркутской области. В 2010 года, Указом губернатора Иркутской области, назначен заместителем председателя правительства Иркутской области — руководителем администрации Усть-Ордынского Бурятского округа.
В июле 2012 года — снят с должности главы Усть-Ордынского округа распоряжением губернатора Иркутской области, а уже в декабре 2013 года назначен заместителем губернатора Иркутской области Сергея Ерощенко.
В июне 2014 года избран секретарём Братского городского местного отделения партии «Единая Россия». А в сентябре избран мэром города Братска